# Wildon Pieritz
George Wildon „Gabriel“ Pieritz  (* 3. Mai 1808 in Klecko, Posen; † 24. Juli 1884 in High Ham, Somerset, England) war ein Missionar und Lehrer.

## Leben
Der Sohn von Joachim Pieritz wurde zum Rabbiner erzogen und in Czarnikow (Netzedistrikt) ausgebildet. 1835 ließ er sich in London, in der Kirche von Bethnal-Green taufen. (Sein Bruder war wahrscheinlich der 1815 in Klecko geborene Joseph Abraham Pieritz, der 1838 in London ebenfalls getauft wurde, im Westen Englands missionierte und 1851 nach Britisch-Guayana ging.) Im Dezember 1837 heiratete er in Great Yarmouth Emily Watson Hitcham (1811–1838). Im Sommer 1838 war er als Missionar der London Society for Promoting Christianity among the Jews nach Jerusalem entsandt worden. 1840 sandte Hans Nicolajsen ihn für vier Monate nach Damaskus, wo im Februar Pater Thomas ermordet worden war. Später meinte der jüdische Historiker Heinrich Graetz, dass nur Pieritz und der österreichische Konsul Merlato die Anfänge der Damaskusgeschichte unparteiisch wiedergaben. 1841 war Pieritz in Bukarest. Zurück in England wurde er am 25. Oktober 1842 pensioniert, studierte dann bis 1846 in Cambridge (B.A. 1847; M.A. 1855) und diente 1846/47 als Kurator in Stanningley (Pudsey). 1846 heiratete er Sarah Elizabeth Hillier (1816–1887) aus Kent. 1847–1851 missionierte er (als Nachfolger von George L. Allen) in Indien, wo Augustin Hillier Pieritz (1849–1864) und Ann Laetitia Pieritz (1850–1886) geboren wurden. Zurück in England unterrichtete er in Cambridge. 1865 wurde er nach Hardwick (Cambridgeshire) versetzt, wo er bis 1870 Rektor war. Bei der Volkszählung 1881 lebte die Familie in der 33 Iffley Rd, Oxford.

## Werke
- True and False Conversions, a lecture; 1847
- The Gospels from the Rabbinical point of view (die Evangelien unter rabbinischem Gesichtspunkt)